# 宇都宮豊綱
宇都宮 豊綱（うつのみや とよつな）は、戦国時代から安土桃山時代にかけての武将。伊予国の戦国大名。伊予宇都宮氏最後の（8代目）当主。大洲城主。

## 生涯
永正16年（1519年）、宇都宮清綱の子として誕生。伊予宇都宮氏は宇都宮氏の分家の一つで、下野宇都宮氏と同族であり、伊予の喜多郡に勢力を築いた。
当時の伊予国内では道後方面を支配する守護の河野氏、宇和郡の伊予西園寺氏に挟まれる位置にあり、国外からも土佐国の土佐一条氏、豊後国の大友氏、中国地方の大内氏、後に毛利氏といった諸勢力が伊予への大きな関わりを持っていた。大友氏と大内氏が対立した時豊綱は河野氏と共に大友氏と結び反大内氏となったが、大内氏と大友氏の和睦によって大内、大友の勢力に属していた。
永禄6年（1563年）ごろに豊綱はかねてから幕府に遠江守への任官を希望してきたが河野氏の妨害で幕府の合意が得られなかったので幕府を通さずに公家に懇望して朝廷に直奏、任官に成功している。
伊予西園寺氏との戦いでは、西園寺実充の子・公高を討ち取る武勇を見せたという。その後、姻戚関係にあった一条氏と結んで河野氏と対立したが、永禄11年（1568年）に毛利氏の援軍を受けた河野氏との鳥坂峠の合戦にて大敗を喫した。その後、毛利方に捕らえられた。
天正13年（1585年）に備後国で病死。位牌は清源寺に祀られている。